# Fundovaná indukce
Fundovaná indukce je druh matematického důkazu používaný zejména v teorii množin. Je zobecněním transfinitní indukce.

## Věta o fundované indukci
Věta o fundované indukci může být vyslovena například takto:
Nechť binární relace R je úzká a fundovaná na třídě A a nechť {\displaystyle X\subseteq A} je taková, že {\displaystyle \{x;xRy\}\subseteq X\rightarrow y\in X} pro všechna {\displaystyle y\in A}. Pak X=A.

## Příklady
- Je-li {\displaystyle R=\in } a {\displaystyle A=\mathbf {On} }, říká věta o fundované indukci přesně totéž, co věta o transfinitní indukci.